# 齿瓣石豆兰
齿瓣石豆兰（学名：Bulbophyllum levinei），为兰科石豆兰属下的一个植物种。